# سسیل (ویرجینیای غربی)
سسیل (به انگلیسی: Cecil) یک منطقهٔ مسکونی در ایالات متحده آمریکا است که در شهرستان تیلور، ویرجینیای غربی واقع شده‌است. سسیل ۳۵۲٫۹۶ متر بالاتر از سطح دریا واقع شده‌است.